# 300 miles du Kentucky
Les 300 miles du Kentucky (Kentucky 300) sont une course d'IndyCar Series se déroulant  entre 2000 et 2011 sur le Kentucky Speedway à Sparta, dans l'État du Kentucky, aux États-Unis.

## Résultats

### IndyCar
| Saison | Date     | Vainqueur         | Équipe                | Châssis       | Moteur     | Distance | Distance | Temps           | Résultats |
| Saison | Date     | Vainqueur         | Équipe                | Châssis       | Moteur     | Tours    | km       | Temps           | Résultats |
| 2000   | 27 août  | Buddy Lazier      | Hemelgarn Racing      | Dallara       | Oldsmobile | 200      | 483      | 1 h 49 min 21 s | Résultats |
| 2001   | 12 août  | Buddy Lazier      | Hemelgarn Racing      | Dallara       | Oldsmobile | 200      | 483      | 1 h 42 min 55 s | Résultats |
| 2002   | 11 août  | Felipe Giaffone   | Mo Nunn Racing        | G-Force       | Chevrolet  | 200      | 483      | 1 h 59 min 11 s | Résultats |
| 2003   | 17 août  | Sam Hornish, Jr.  | Panther Racing        | Dallara       | Chevrolet  | 200      | 483      | 1 h 29 min 45 s | Résultats |
| 2004   | 15 août  | Adrián Fernández  | Fernández Racing      | Panoz G-Force | Honda      | 200      | 483      | 1 h 38 min 21 s | Résultats |
| 2005   | 14 août  | Scott Sharp       | Fernández Racing      | Panoz         | Honda      | 200      | 483      | 1 h 40 min 55 s | Résultats |
| 2006   | 13 août  | Sam Hornish, Jr.  | Penske Racing         | Dallara       | Honda      | 200      | 483      | 1 h 44 min 03 s | Résultats |
| 2007   | 11 août  | Tony Kanaan       | Andretti Green Racing | Dallara       | Honda      | 200      | 483      | 1 h 38 min 22 s | Résultats |
| 2008   | 9 août   | Scott Dixon       | Chip Ganassi Racing   | Dallara       | Honda      | 200      | 483      | 1 h 36 min 42 s | Résultats |
| 2009   | 1er août | Ryan Briscoe      | Penske Racing         | Dallara       | Honda      | 200      | 483      | 1 h 28 min 24 s | Résultats |
| 2010   | 4 sept.  | Hélio Castroneves | Penske Racing         | Dallara       | Honda      | 200      | 483      | 1 h 41 min 50 s | Résultats |
| 2011   | 2 oct.   | Ed Carpenter      | Sarah Fisher Racing   | Dallara       | Honda      | 200      | 483      | 1 h 42 min 03 s | Résultats |

### Indy Lights
| Saison | Date     | Vainqueur         |
| 2002   | 11 août  | A.J. Foyt IV      |
| 2003   | 16 août  | Jeff Simmons      |
| 2004   | 14 août  | P.J. Chesson      |
| 2005   | 13 août  | Travis Gregg      |
| 2006   | 13 août  | Jay Howard        |
| 2007   | 11 août  | Hideki Mutoh      |
| 2008   | 9 août   | Dillon Battistini |
| 2009   | 1er août | Wade Cunningham   |
| 2010   | 4 sept.  | Pippa Mann        |
| 2011   | 2 oct.   | Stefan Wilson     |